# 新・白蛇伝〜千年に一度の恋〜
『新・白蛇伝〜千年に一度の恋〜』（しんはくじゃでん せんねんにいちどのこい、原題：新白娘子伝奇）は、2019年の中国のテレビドラマ。全36話。主演は于朦朧（アラン・ユー）、鞠婧禕（ジュー・ジンイー）。
台湾制作TVドラマ『新白娘子伝奇』 (1992年）のリメイク。
原典は方成培（1713—1808）の『雷峰塔伝奇』（1771年）及び清末期から民国時代に夢花館主を号し人気を博した江蔭香の『白蛇全伝』（1920年代）。

## 登場人物

### 主要人物
許仙
演 - 于朦朧（アラン・ユー）

白素貞
演 - 鞠婧禕（ジュー・ジンイー）

### その他
法海
演 - 裴子添（ペイ・ズーティエン）

小青（シャオイェン）
演 - 肖燕（シャオイェン）

景松
演 - 聶子皓（ニィエ・ヅゥハオ）
鼠精
金如意
演 - 虞朗（ユー・ラン）
金師傅の娘
張玉堂
演 - 馮建宇（フォン・ジェンユー）

金師傅
演 - 馬書良
金如意の父
許姣容
演 - 曾韵蓁

李公甫
演 - 李林
許仙の姉の夫
潙山霊祐
演 - 沈保平
法海の師
睦王
演 - 方逸倫

睦王妃
演 - 姚童童

鶴童
演 - 彭芸博

鹿童
演 - 許晋旗

玉鑾
演 - 陳昊明

夕映
演 - 錢麗斯

梁相国
演 - 湯鎮業

胡可心
演 - 易易梓
九尾狐狸精
呉娘子
演 - 曲尼次仁
ムカデ精
長生
演 - 張博文

許懐仁
演 - 謝君豪（ツェー・クワンホウ）
許仙の父
李碧蓮
演 - 趙櫻子

許仕林
演 - 黄愷傑
許仙、白素貞の息子
西王母
演 - 王姫

釈迦
演 - 朱龍広

玉皇大帝
演 - 王衛国

呂洞賓
演 - 呉大維（デヴィッド・ウー）

托塔天王
演 - 楼学賢

王道陵
演 - 王偉源
癩蛤蟆精
観音菩薩
演 - 涂善妮

東海龍王
演 - 侯長栄

銀香
演 - 劉力菲

許母
演 - 葉童（セシリア・イップ）
許仙の母
玉芙蓉
演 - 陳美琪
小青の母

## 挿入歌
- 『千年等一回』、演唱：鞠婧禕
- 『渡情』、演唱：鞠婧禕
- 『青城山下白素貞』、演唱：鞠婧禕